# Шатене-Малабрі (кантон)
Шатене́-Малабрі́ (фр. Châtenay-Malabry) — кантон у Франції, в департаменті О-де-Сен регіону Іль-де-Франс.

## Склад кантону
Кантон включає в себе 1 муніципалітет:
| Муніципалітет  | Площа | Населення, осіб | Рік  |
| -------------- | ----- | --------------- | ---- |
| Шатене-Малабрі | -     | 26283           | 1999 |

* — лише південна частина міста Шатене-Малабрі
| Франція | Це незавершена стаття з географії Франції. Ви можете допомогти проєкту, виправивши або дописавши її. |